# 紫胸佛法僧
是佛法僧目佛法僧科佛法僧屬下的一種鳥類。這個物種主要分佈於非洲撒哈拉以南地區，從索馬利亞延伸至南非，棲息於稀疏森林、開闊草原與灌木地等環境，以節肢動物和小型脊椎動物為食，常被視作是肯亞的非正式國鳥。
燕尾佛法僧體色鮮明，喉嚨和胸部呈紫色，腹側多為藍色，背部為褐色，頭頂具白色斑塊，並有橄欖綠色的頭冠與後頸；尾羽具兩條延伸的細長黑色飄帶。其飛行時會做出上升、翻滾、下降的特有動作，可能與求偶、領域宣示或社交行為有關。叫聲沙啞而不悅耳。目前該種在分類學中有兩個亞種，兩者的差異在於胸部羽色為藍或紫色。本種在繁殖時具有明顯領域性，一般於樹洞內以草築巢，每窩產2—4枚白色卵，由親鳥共同孵育，約22—24天孵化，35天左右離巢。
目前燕尾佛法僧的族群分佈廣泛、數量穩定，未受顯著威脅，因此被《國際自然保護聯盟瀕危物種紅色名錄》列為無危物種。

## 物種發現與分類
紫胸佛法僧為瑞典博物學家卡尔·林奈於其1766年《自然系統》第十二版中描述的物種，其引用了1760年马蒂兰·雅克·布里松描述為「Le Rollier d'Angola」的一種鳥類為，其模式產地位於安哥拉。
屬名是源自古希臘文的，衍生自（指「烏鴉」）。亞里士多德將佛法僧描述為一種與烏鴉相似且嘴巴呈紅色的鳥，但其有可能指的是鴉屬或山鴉屬鳥類。:117種小名在拉丁文是「有尾巴」的意思，指其具有尾巴的特徵。:94該物種原本的種小名雖是使用，但因屬名的為陽性名詞，而為陰性，根據《國際動物命名規約》需性屬一致（即種名需與屬名的名詞性別需要一致），因此被替代至今。:372
燕尾佛法僧被認為與藍頭佛法僧和藍胸佛法僧形成超種的關係，但與前者親緣關係更為密切。:372衣索比亞曾出現過藍頭佛法僧和燕尾佛法僧的雜交種。:343

### 亞種
燕尾佛法僧有兩種亞種：
- 指名亞種：分佈於非洲中部南側、東南部、東部，俗稱紫胸佛法僧。
- 北部亞種：分佈於厄立垂亞到索馬利亞西部和肯亞東北部，俗稱紫喉佛法僧。[13]亞種名指英國自然學家埃塞爾伯特·洛特·菲利普斯，他於1885—1895年間活躍於佛法僧屬及鷓鴣屬的研究上。[10]:231

## 形態描述

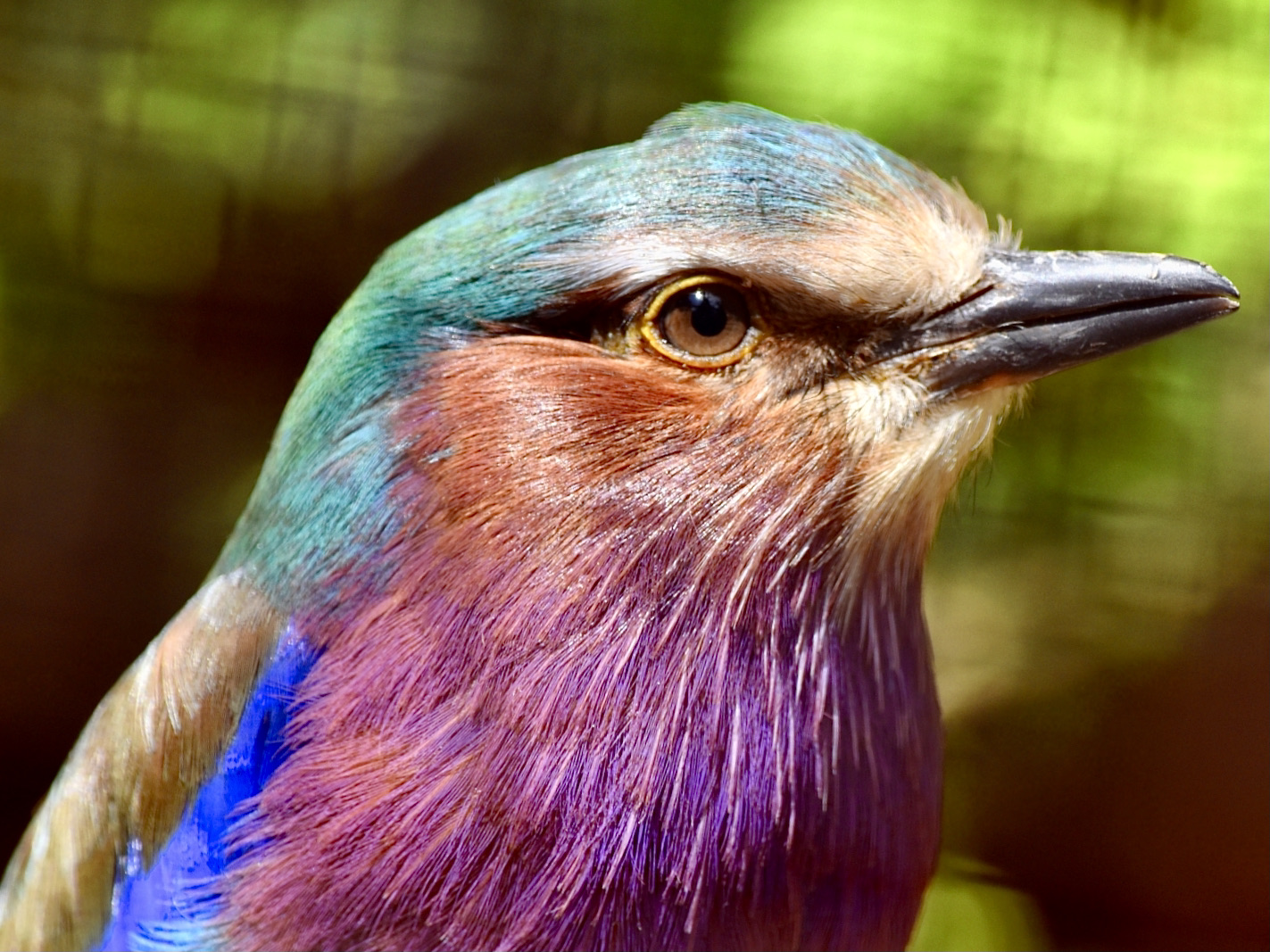
頭部特寫

燕尾佛法僧的體長28—38公分；體重87—135公克；鳥喙平均寬9公釐、長12.6公釐；翼展50至58厘米；翼長平均長16.1公分；跗骨平均長22.5公釐；尾長平均12.1公分、額外的尾部飄帶可長達9公分。其壽命估計有10年。
指名亞種有白色的額頭、眉毛和下巴；眼周黑色，帶有光澤的橄欖綠色頭冠和後頸；頰部呈粉橙色；喙為褐黑色；眼睛虹膜為深褐色；耳羽、喉部下半和胸部呈淺紫色並帶有密集的白色斑紋。:372背部褐色，腹部呈淡藍色，臀部深藍色；腿和腳為黃綠色。:372翅膀呈深藍色，包括次級覆羽，其他覆羽呈較淡的藍色，主覆羽和飛羽基部呈明亮的蔚藍色。:372尾巴中央呈藍灰或暗藍綠色，偏外側尾羽呈蔚藍色並帶有黑色尖端，而最外側的尾羽拉長形成黑色的飄帶。:372這種長飄帶的存在可能是用於增加辨認度或停棲時平衡用，而非用作求偶用途。:346雌雄外觀相似，但雄鳥體型稍大於雌鳥。:372
北部亞種的頭肩的羽毛則較偏藍綠色；喉部的粉紫色區域並不延伸至耳朵附近，喉部下半和胸部呈綠色或蔚藍色而非淡紫色；在胸腹之間可能會有一塊紫色區域。
幼鳥比成鳥暗淡得多，沒有明顯的眉斑，額頭和眉毛呈淡褐色，臉頰和胸部帶有寬廣的白色條紋，喉部和胸部為淡灰粉色，並帶數根紫色羽毛，背部呈橄欖褐色調，沒有尾部飄帶。燕尾佛法僧的幼鳥與拍尾佛法僧另一亞種的幼鳥相當類似，但後者覆羽為灰藍色而非紅棕色。:372
本種外觀上與藍頭佛法僧及拍尾佛法僧相似。藍頭佛法僧的棲息區與燕尾佛法僧在圖爾卡納湖附近的盆地重疊，並同樣擁有尾部飄帶；但其頭冠更綠，頰部呈橙色，喉部為粉紅色。:372而拍尾佛法僧則有較為扁平的尾部飄帶，且其喉、胸為藍色，但部分在馬拉威的拍尾佛法僧胸部可能為粉紅色，此時需要以其較暗的覆羽及深藍色的初級飛羽辨認。

## 棲息地與分佈
燕尾佛法僧常見於開闊的灌木地、草原、林地和耕地上，分佈於索馬利亞、衣索比亞、烏干達東南部、肯亞和坦尚尼亞、尚比亞、馬拉威、辛巴威、南非納塔爾省跟川斯瓦省北部、桑給巴爾島、奔巴島、剛果民主共和國、蒲隆地、波札那、盧旺達、納米比亞東北部等地，最高可至海拔3000公尺。牠們最常見於肯亞東部，在一條250公里的公路上可以記錄到16隻個體，相當於每平方公里4隻。也有報導指出牠們會做為過境鳥出現在葉門、阿曼、厄利垂亞。:372
這個物種主要棲息在較稀疏的相思樹林、純粹的草原、樹叢繁茂的草原、樹木較少的森林、河畔的林地，耕地跟有尤加利樹和其他外來樹種的種植園中，並會利用任何高架的圍欄、電線、粗枝、穩定的物體、或甚至是大型草食哺乳動物的上方停棲休息。其棲息之處較不與人類居住區有所交疊。:372

## 習性

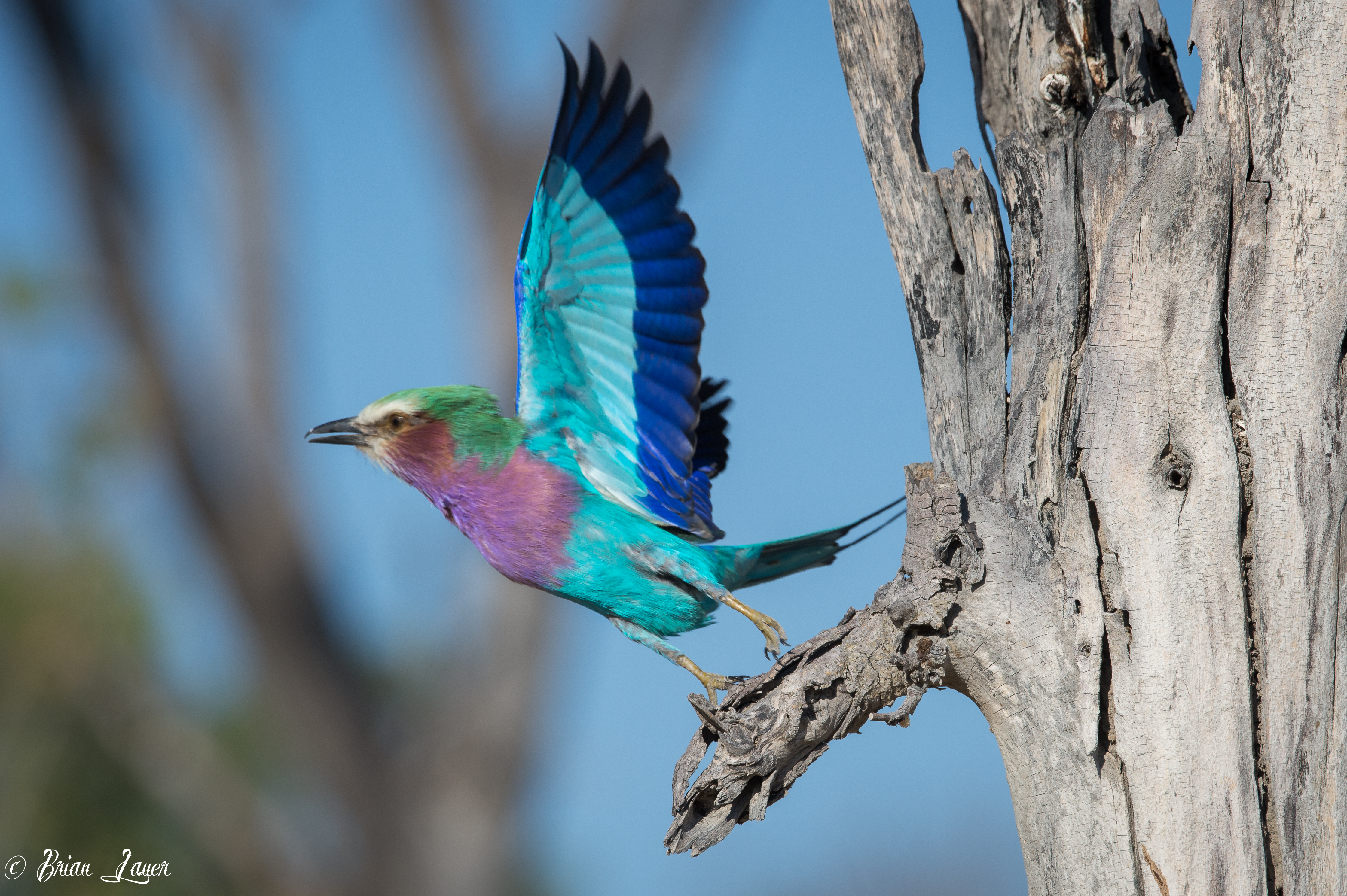
正起飛的燕尾佛法僧

燕尾佛法僧的指名亞種通常不遷徙，但在繁殖後會進行一定程度的擴散，並可移動至相當遠的地區。北部亞種則依地區而有不同的遷徙模式：在索馬利亞西北部繁殖的族群，冬季時大多南遷至索馬利亞南部，但亦有部分個體留在北方的繁殖地過冬；而在索馬利亞南部繁殖的個體則會繼續向南遷徙至肯亞，並可能於每年12月至翌年3月間與指名亞種在塔納河與東察沃國家公園一帶混棲。
如同同屬其他物種，本種具有「翻滾」的特殊飛行行為，用與社交、求偶或驅逐入侵者上。該行為包括自約10至12公尺高空急速俯衝接近地面，隨即快速左右翻滾四至五次，再合翅上升並減速下降，完成約270度的翻轉動作。此過程通常伴隨尖叫聲，並可重複多次。:351
該物種出現在許多國家公園中，例如阿瓦什國家公園、姆布羅湖國家公園、內羅畢國家公園、東察沃國家公園和西察沃國家公園、魯武武國家公園、利翁代國家公園、喬貝國家公園和埃托沙國家公園。:372

### 食性

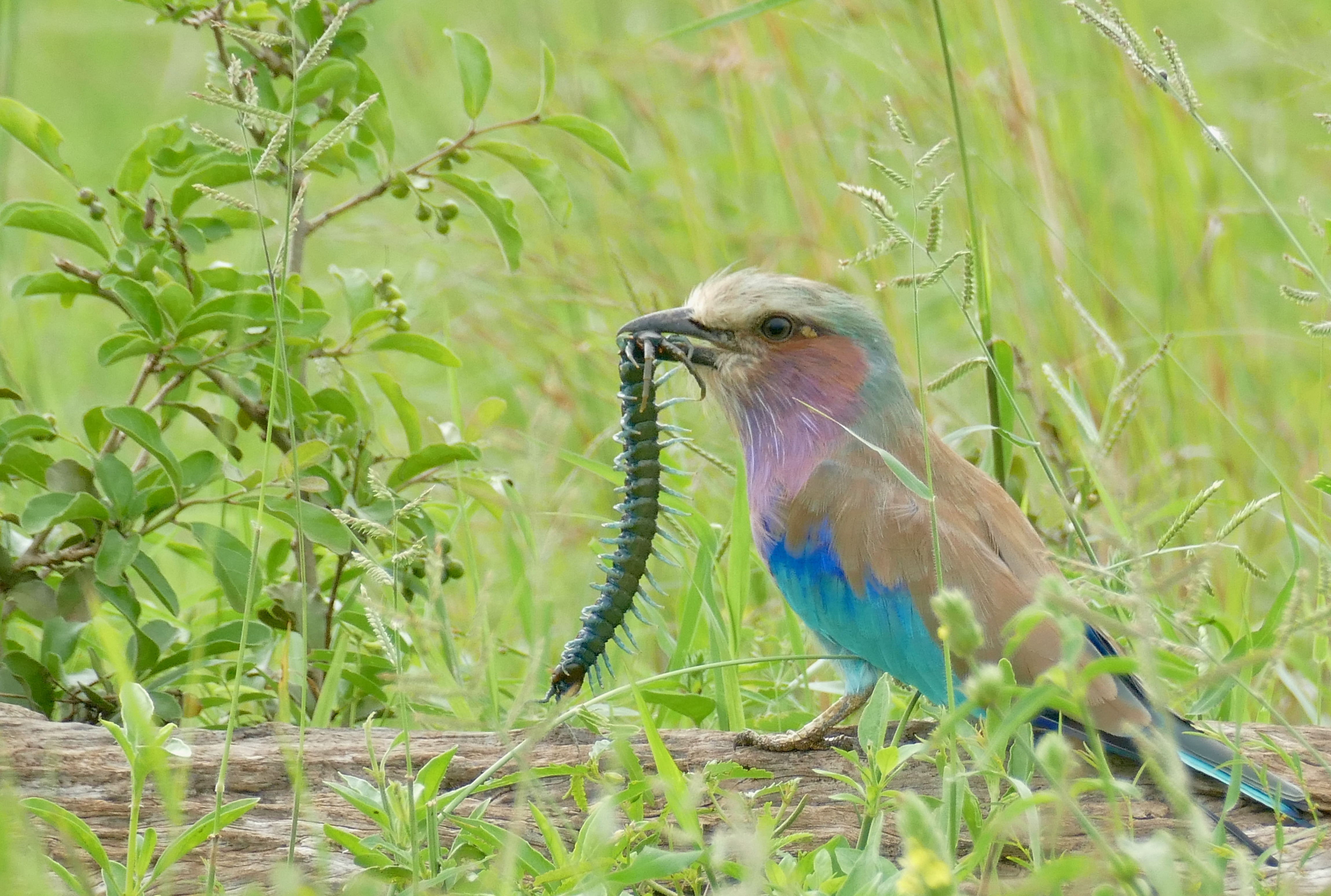
燕尾佛法僧正在咬著坦尚尼亞黃腳巨人

燕尾佛法僧以節肢動物和小型脊椎動物為食，包括蝗蟲、蚱蜢、蟋蟀、甲蟲、蛾類、蝴蝶、螞蟻、蜘蛛、蠍子、馬陸、蝸牛、青蛙、小型爬行動物如蜥蜴和鳥類，且也會食用部分有毒動物如Phymateus viridipes和毛蟲。:372
這個物種常停棲於高處觀察周圍環境，獵食時會俯衝至地面接近獵物，以喙咬住後視情況決定是否攜回棲處，再整隻吞食或肢解後進食。:372若灌木叢發生火災，牠們會前往鄰近區域捕捉逃離火場的昆蟲。而若逃逸路徑上有道路，行動緩慢的蛇與蜥蜴亦可能成為其獵物。:372

### 繁殖

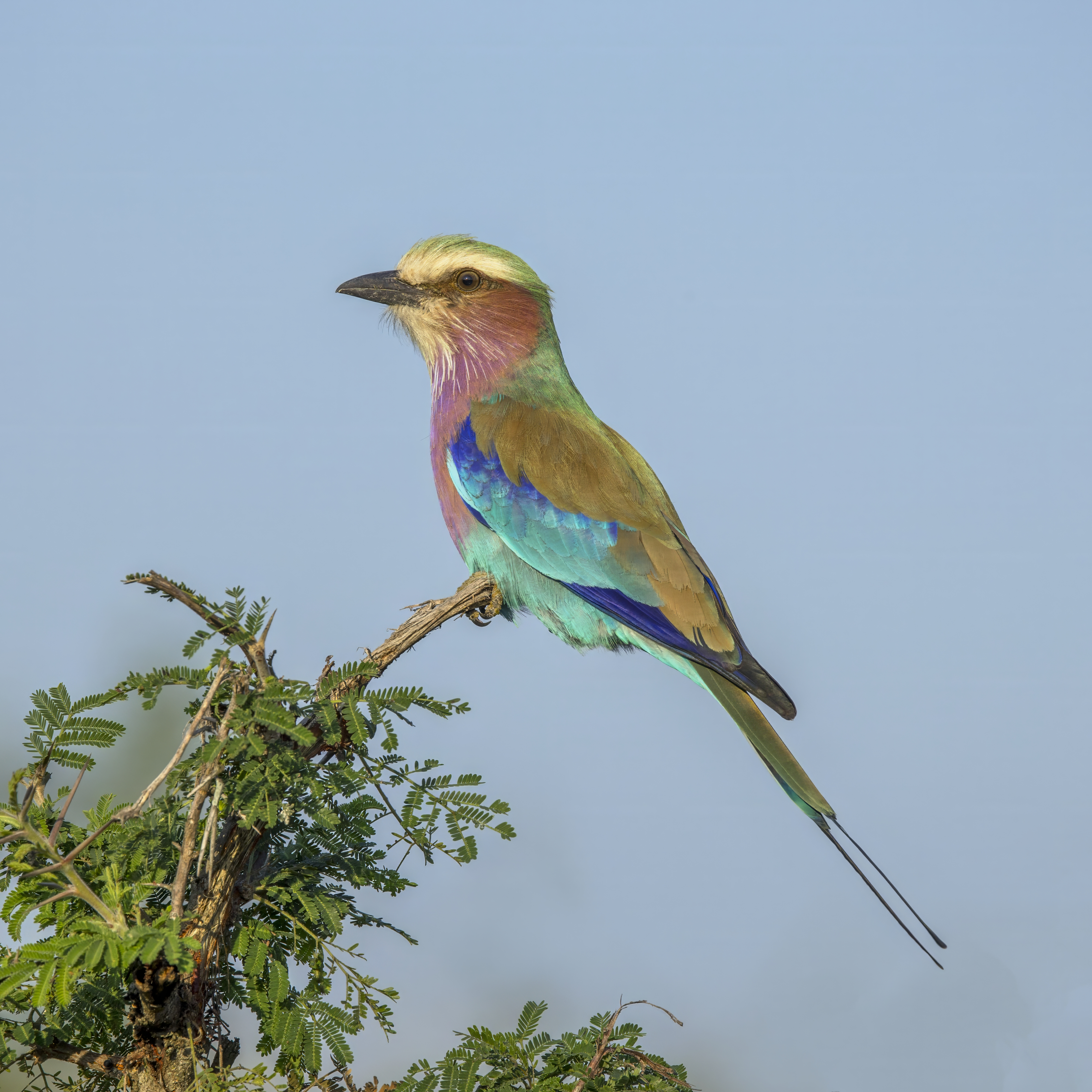
攝於南非克鲁格国家公园

燕尾佛法僧可能採一夫一妻制，且各對繁殖對偶間不會群聚築巢。其繁殖季因地區而異：索馬利亞為每年4月至6月，東非為3月至11月，尚比亞為8月至11月，辛巴威及南非則多在8月至12月間。:372本種具強烈的領域性，繁殖期間尤其好鬥且叫聲頻繁。:372
其巢築於高於地面2.5至5公尺以上的樹洞內，常見於枯死的、椰子樹、木麻黃或欖仁樹上，也曾利用白蟻窩側面或人工巢箱作為築巢處。通常這個物種的巢材及建構方式較為簡單，僅由數根雜草組成。每窩產下2至4枚白色卵，卵長30—34公釐，寬24.5—28.5公釐。孵卵由雌雄親鳥輪流進行，約22至24天後孵化。:372
雛鳥初生時覆有白色或灰色絨羽，5日齡後長出羽毛，至19日齡時已換上完整的灰褐色幼鳥羽衣。:372在圈養環境中，雛鳥於35日齡左右時離巢，之後仍會由親鳥餵食約10日，直到完全獨立。:372

### 叫聲
其大多數聲音是沙啞而不悅耳的，並不分時間鳴叫，在繁殖季外通常不發出聲音。牠們會發出的聲音主要是大聲而沙啞的「rak、rak」，並也有「stutter」或「kkrree」的聲音。在飛行的展示行為中，這種「rak、rak」的聲音會變成急促而沙啞的「kaaa、kaarsh、kaaaarrsh」聲音。而北部亞種的鼻音可能會較重一些。

## 威脅與保護狀況
燕尾佛法僧的數量未有實際評估，但在2021年的一次研究中評估約有277萬隻個體。雖然未傳出有面臨任何明顯威脅，但仍可能受到氣候變化的影響而導致宜居棲地減少，或被非法貿易的威脅。因其擁有極其廣闊的分布範圍，因此不符合易危物種的標準，並被《國際自然保護聯盟瀕危物種紅色名錄》劃分為無危物種。

## 與人類的關係
燕尾佛法僧並不畏懼人類，通常可近距離進行拍攝。這個物種是肯亞的代表性鳥類，常被視作是非正式的國鳥。

## 外部連結
- 维基共享资源上的相關多媒體資源：燕尾佛法僧
- 維基物種上的相關：燕尾佛法僧
- Xeno-canto上的燕尾佛法僧聲音紀錄 （页面存档备份，存于）
- 兩隻燕尾佛法僧間的交流紀錄 （页面存档备份，存于）
- 燕尾佛法僧的翻滾行為 （页面存档备份，存于）